# Claudia Goldin
Claudia Goldin (ur. 14 maja 1946) – amerykańska ekonomistka, profesor ekonomii Uniwersytetu Harvarda, dyrektorka jednego z programów badawczych NBER, i przewodnicząca Amerykańskiego Towarzystwa Ekonomicznego w kadencji 2013–14. Laureatka Nagrody Banku Szwecji im. Alfreda Nobla w dziedzinie ekonomii za 2023 rok. Jest specjalistką historii gospodarczej Stanów Zjednoczonych, oraz wiodącą badaczką empirycznej mikroekonomii dyskryminacji, różnic preferencji i nierówności ekonomicznych związanych z płcią.

## Życiorys

### Wczesne życie i wykształcenie
Urodziła się w Nowym Jorku w 1946 r., w rodzinie żydowskiej i dorastała na Bronxie. Jak relacjonuje, odkąd pamięta chciała zostać naukowczynią. Studiowała ekonomię na Uniwersytecie Cornella (M.A. cum laude, 1968) i University of Chicago (Ph.D., 1972). Szczególny wpływ wywarła na nią nauka i współpraca z Garym Beckerem.

### Praca i dalsze życie
Pracowała na Uniwersytecie Wisconsin, Uniwersytecie Princeton, Uniwersytecie Pensylwanii. Od 1990 należy do kadry Uniwersytetu Harvarda. Jest wizytującą pracowniczką naukową Brookings Institution, i Fellow Amerykańskiej Akademii Sztuk i Nauk.
Jedna z jej szerzej znanych publikacji dotyczących nierówności płacowych kobiet i mężczyzn, Orchestrating Impartiality, analizowała wieloletnie dane z rekrutacji do orkiestr muzycznych w Stanach Zjednoczonych metodą różnicy w różnicach. Pozwoliła na oszacowanie, że przejście na system przesłuchań za maskującą płeć kandydatów kurtyną przyczyniło się do dużego wzrostu zatrudnienia kobiet w orkiestrach. W 2023 roku otrzymała Nagrodę Nobla w dziedzinie ekonomii.
Jej partnerem w życiu prywatnym jest inny ekonomista Harvardu i częsty współautor Lawrence Katz.